# Zurab Todua
Zurab Todua (în rusă Зураб Джумберович Тодуа; n. 25 decembrie 1963, Șoldănești) este un scriitor, publicist, politolog, doctor în istorie și politician din Republica Moldova, care în perioada 2010-2014 a fost deputat în Parlamentul Republicii Moldova.
Din 1991 cercetează problemele politice, social-economice, inter-etnice și religioase din spațiul ex-sovietic, fiind specializat pe regiunile de conflict, „punctele fierbinți” și extremismul religios. Este bine-cunoscut în spațiul lingvistic rus, fiind adesea prezentat drept politolog rus.
Zurab Todua s-a născut într-o familie mixtă din Șoldănești, dintr-un tată georgian, și o mamă moldoveancă. Tatăl său, Djumberi Todua, este și el politician comunist, fiind deputat deputat în Parlamentul Republicii Moldova de legislatura a XV-a (2001-2005).
În anii 1990, Zurab Todua a fost corespondent special, apoi observator (recenzor) al ziarelor „Панорама” (Panorama), „Россия” (Rossia) și „Новая газета” (Novaia gazeta) din Rusia. A fost colaborator știițific al Centrului de cercetări civilizaționale și religioase de pe lângă Academia de Științe a Rusiei (1998 - 2001) și colaborator știițific al Institutului de Religie și Politică (Moscova, 2002-2007).
Este autor al cărților «Новая Чечено-Ингушетия» (1992), «Азербайджан сегодня» (1995), «Поединок на азиатском ковре» (1999), «Узбекистан между прошлым и будущим» (2000), «Азербайджанский пасьянс» (2001), «Экспансия исламистов на Кавказе и в Центральной Азии» (2006), «Молдавия и молдавские коммунисты. Политическая хроника переломной эпохи 1988 – 2008» (2009), «Провал «Альянса за Евро» (2010).